# Бърчелова зебра
Бърчеловата зебра (Equus quagga burchellii) подвид на равнинната зебра, разпространен в Южна и Източна Африка. Тя може би е най-красивата зебра. Наричат ги още ивичести или тигрови коне (Hippotigris), от който са известни 20 съвременни африкански вида и подвида. По външният си вид тя много прилича на кон. Отличава се с голямо развитие на напречните ивици – нашарено е цялото ѝ тяло, включително и гривата. Изключение правят краката, които в долната си част са бели. Основният цвят на космената покривка на гърба е мръсножълт, а по корема постепенно преминава в бял. Притежава буйна грива и дълга, добре окосмена опашка. Височината ѝ при холката е около 130 cm.
Обитава обширни открити степни пространства, където много често пасе в общи стада с други степни бозайници и щрауси. Храни се с тревиста растителност и предприема сезонни хранителни миграции. Предпазлива е и от враговете се спасява с бърз бяг. Бременността продължава 300 – 375 дни. Ражда се по едно малко. Продължителността на живот в диви условия достига до 25 години. До недалечно минало бърчеловата зебра е била широко разпространена в Южна и Югоизточна Африка, където живеела на стада от по 10 до 40 индивида. Обект на усилено преследване заради месото и кожата, тя е силно намаляла в началото на нашето столетие. Преди няколко години в Югозападна Африка са установени 3 подвида на бърчеловата зебра.